# Pater Damiaan terug
Pater Damiaan terug é um documentário curta-metragem mudo de 1936 dirigido por Clemens De Landtsheer. Trata-se do retorno dos últimos restos mortais do padre belga Padre Damião de Molokai para sua cidade natal na Bélgica.